# Afrovenator abakensis
Afrovenator abakensis ("afrikansk jägare från In Abaka") är en art tillhörande släktet Afrovenator, en megalosaurid från tidigare delen av kritaperioden i det som idag är norra Afrika. Den var en tvåbent köttätare med käkarna fulla av vassa tänder och tre klor på varje hand samt fot. Det enda kända skelettet efter denna theropod uppmäter till ungefär 9 meter från nos till svansspets.

## Namn

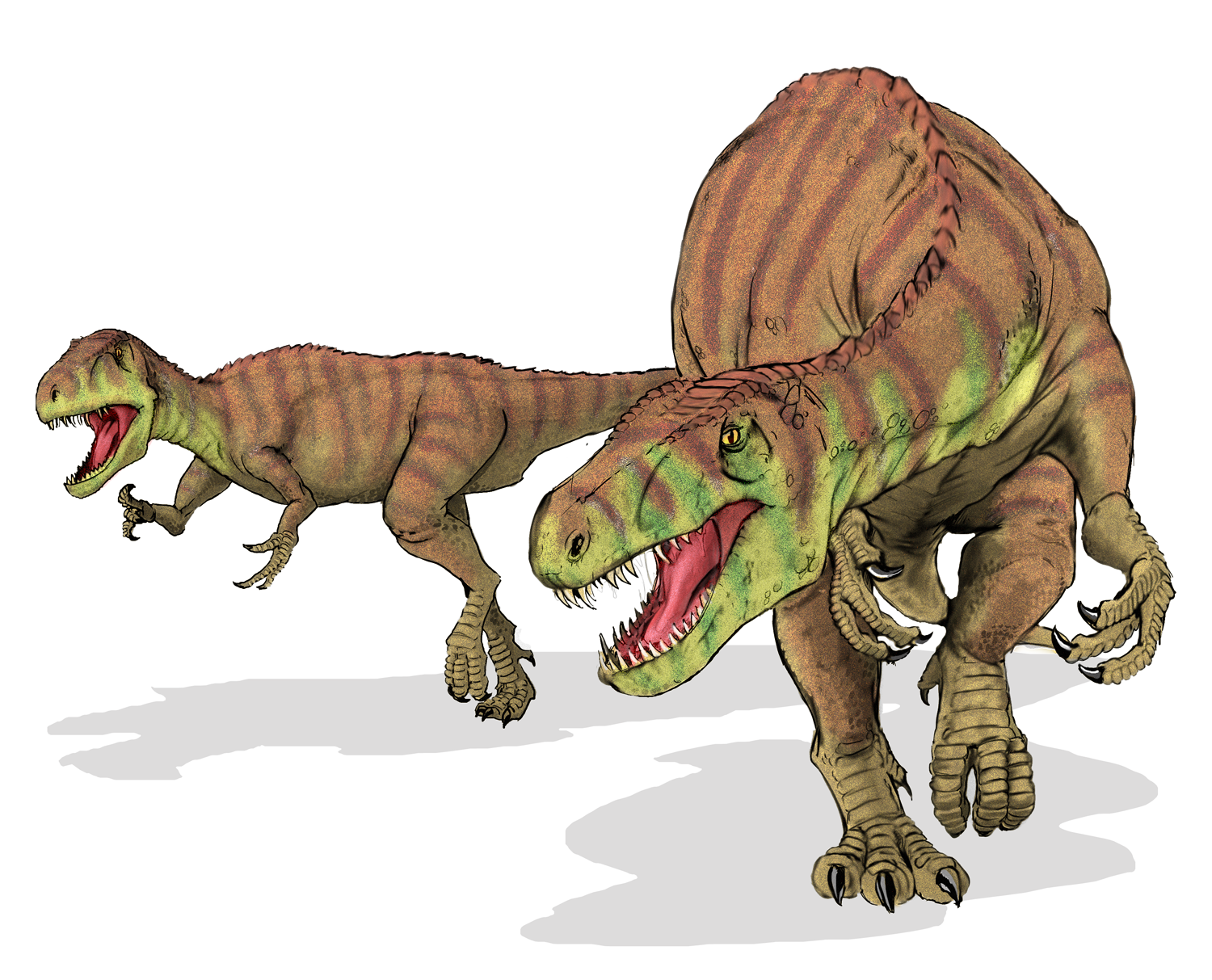
Rekonstruktion

Släktnamnet kommer från det latinska prefixet afro- ("från Afrika") och venator ("jägare"). Namnet syftar på dess predatoriska natur och dess fossila fyndplats i Afrika, i In Abaka, Tuaregernas namn på regionen Niger. Den ursprungliga beskrivningen av både släktet och arten finns i ett dokument från 1994 vilket publicerades i den ansedda journalen Science. Författaren var den välkände amerikanske paleontologen Paul Sereno, tillsammans med Jeffrey Wilson, Hans Larsson, Didier Dutheil och Hans-Dieter Sues som medförfattare.

## Fynd
Kvarlevorna av Afrovenator upptäcktes i Tiourarén-formationen i Agadez-området i Niger. Tiourarén representerar sannolikt hauterivian- till barremianskedena under tidigare delen av kritaperioden, eller ungefär 136 till 125 miljoner år sedan (Sereno o. a. 1994). Sauropoden Jobaria, vars kvarlevor först nämndes i samma dokument som Afrovenator, är också känd från denna formation.
Afrovenator är känd från ett nästan helt komplett skelett bestående av det mesta av kraniet (så när som på underkäken), delar av ryggraden, händer och armar, ett nästan komplett bäcken och kompletta bakben. Detta skelett finns för närvarande vid University of Chicago.

## Taxonomi
Moderna analyser placerar Afrovenator inom Megalosauridae, vilket fordom var en "restfamilj" som innehöll många stora och svårklassificerade theropoder, men har sedan definierats om på ett meningsfullt sätt som ett systertaxon till familjen Spinosauridae. En analys från 2002, som huvudsakligen fokuserade på Noasauridae, visade att Afrovenator var en basal megalosaurid. Emellertid inkluderades inte Dubreuillosaurus (tidigare Poekilopleuron valesdunesis) i analysen, vilket kunnat påverka resultatet i den delen av kladogramet (Carrano o. a., 2002).
Andra nyligen, mer fullständiga, kladistiska analyser visar att Afrovenator tillhörde en underfamilj av Megalosauridae tillsammans med Eustreptospondylus och Dubreuillosaurus. Denna underfamilj kallas antingen för Megalosaurinae (Allain, 2002) eller Eustreptospondylinae (Holtz o. a., 2004). Den senaste studien inkluderar även Piatnitzkysaurus i underfamiljen. Det har även presenterats ett fåtal hypoteser om Afrovenators släktskap.
I Serenos ursprungliga beskrivning fann han att Afrovenator är en basal spinosauroid (han använder namnet "Torvosauroidea"), utanför Spinosauridae och Megalosauridae (som han kallar "Torvosauridae") (Sereno o. a., 1994).
Slutligen placerar en annan nyligen publicerad studie Afrovenator utanför Spinosauroidea totalt, och finner den mer släkt med Allosaurus (Rauhut, 2003). Detta är den enda studie som drar denna slutsats.